# Кампугхат (шахта)
Кампугхат — шахта, расположенная на территории Федеративной Демократической Республики Непал. Является одним из крупнейших месторождений магния как в Непале, так и в мире. Эта шахта расположена в восточной части страны в округе Сагарматха. Оценённые запасы шахты составляют около 20 млн тонн магниевой руды, что составляет 30 % запасов магния в Непале.